# Terrace (Spiel)
Terrace ist ein abstraktes und strategisches Brettspiel für zwei bis vier Personen aus dem Jahr 1992 von Anton Dresden und Buzz Siler. Bei dem Spiel auf einem terrassenartigen dreidimensionalen Spielbrett versuchen die Mitspieler jeweils, mit ihrer schwächsten Figur ein Zielfeld zu erreichen, ohne dass diese von gegnerischen Figuren geschlagen wird. 1992 wurde das Spiel im Rahmen der Mensa Select Games von der Organisation Mensa International ausgezeichnet.

## Thema und Ausstattung
Bei dem Spiel handelt es sich um ein strategisches Brettspiel, das entweder für zwei Spieler oder für bis zu vier Spieler konzipiert ist. Jeder Spieler bekommt dabei ein Set von Figuren, die sich in der Größe unterscheiden. Wie beim Schach wird dabei eine Schlacht zwischen zwei (oder bis zu vier) Heeren nachgestellt. Um das Spiel zu gewinnen, versuchen beide Spieler, entweder die zentrale Figur des Gegners zu schlagen oder mit dieser ein Zielfeld auf der gegnerischen Seite des Spielbretts zu erreichen.
Das Spielbrett besteht aus einem dreidimensionalen, terrassenförmigen Geländeplan mit acht mal acht, insgesamt 64, Feldern. Zudem hat jeder der bis zu vier Spieler ein Set von kuppelförmigen Spielfiguren in vier Größen. Dabei sind im Spiel jeweils ein schwarzes und weißes Set aus je 16 Figuren sowie jeweils ein blaues und rotes Set aus je 6 Figuren enthalten.

## Spielweise
Zu Beginn des Spiels wird das Spielbrett in die Tischmitte platziert, die Figuren werden je nach Spieleranzahl und gewünschter Spielweise aufgebaut. Dabei gibt es drei Möglichkeiten: das Standardspiel für zwei Spieler mit je 6 Figuren, das lange Standardspiel für zwei Spieler mit je 16 Figuren und das Standardspiel für drei oder vier Spieler mit je 6 Figuren.

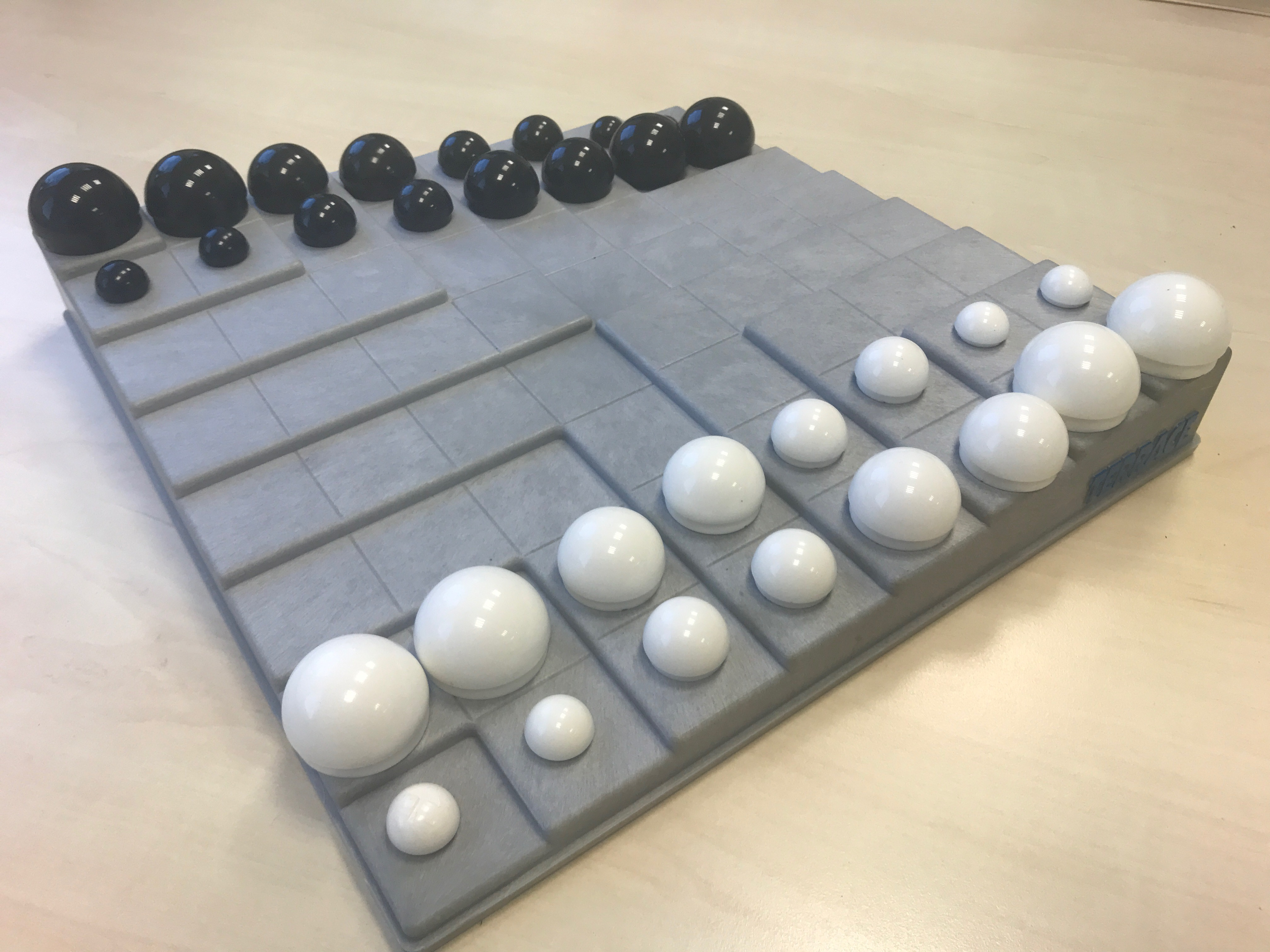
Aufstellung für zwei Spieler, Langversion
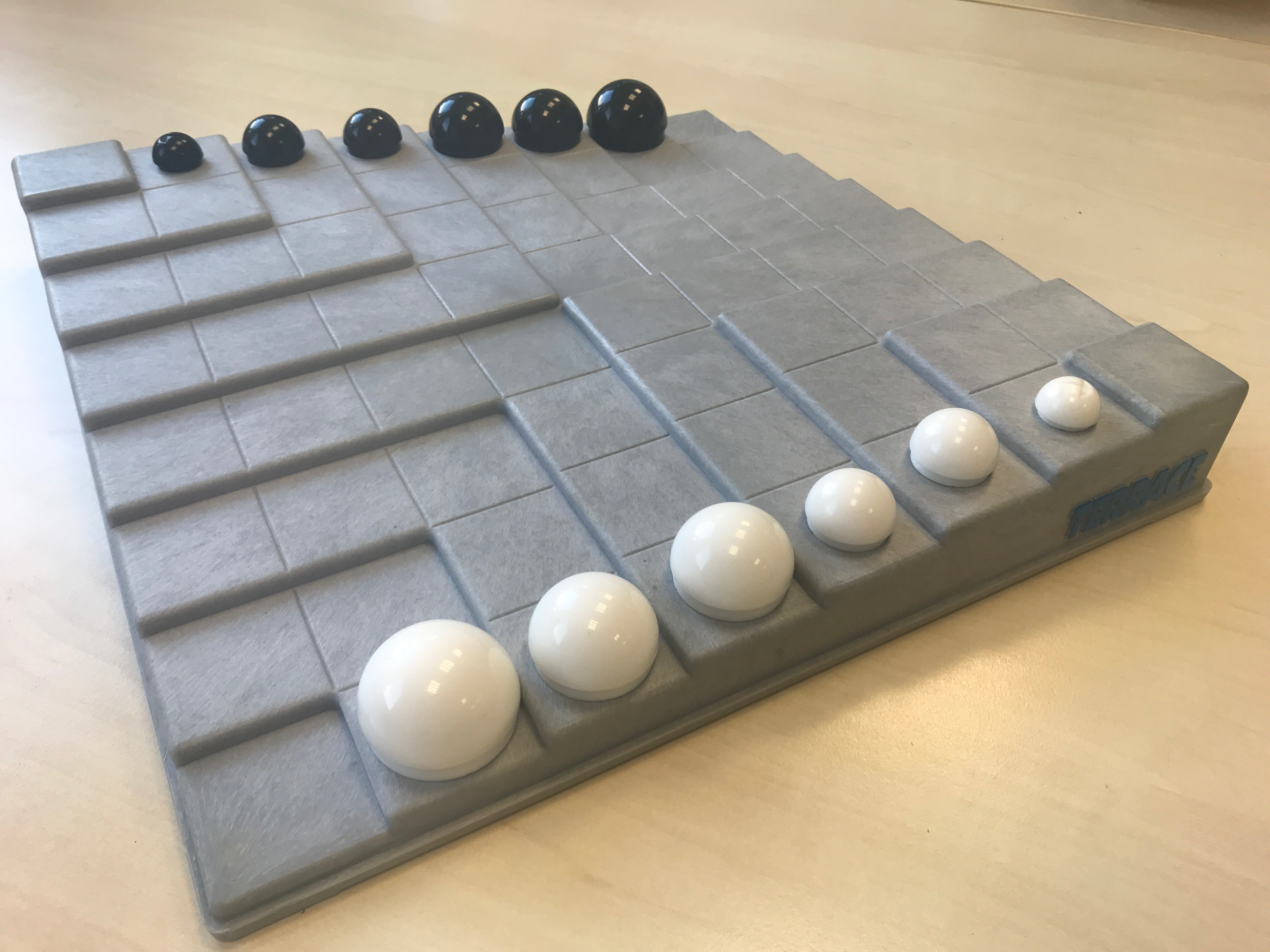
Aufstellung für zwei Spieler, Kurzversion
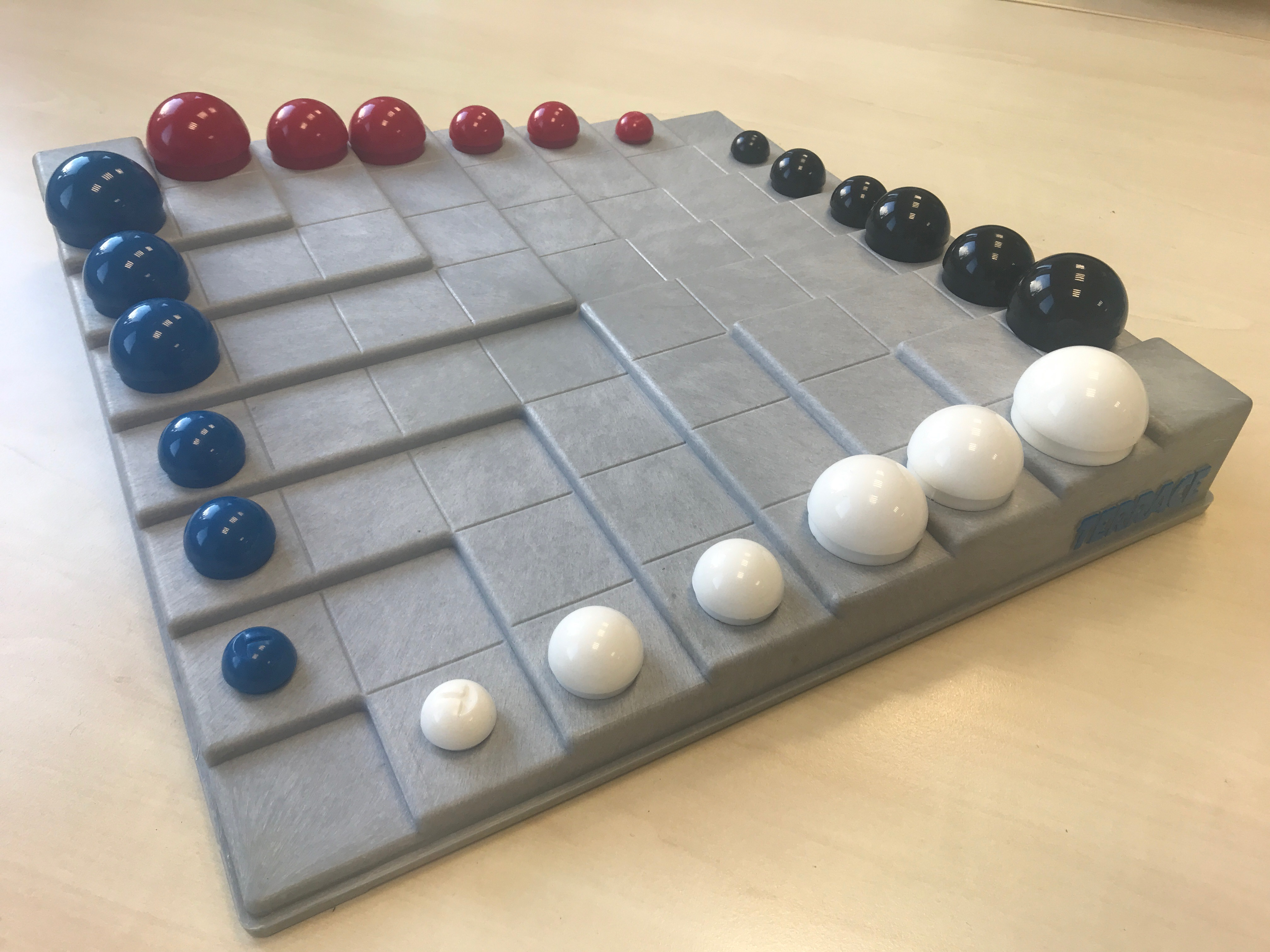
Aufstellung für vier Spieler

Die Spielweise und das Spielziel sind bei allen Varianten gleich. Die Spieler ziehen abwechselnd (oder im Uhrzeigersinn) je eine eigene Figur. Sie können dabei die Figur beliebig weit auf einer Ebene ziehen, wobei sie eigene Figuren überspringen dürfen. Alternativ können sie die Figur gerade oder diagonal auf eine höhere Ebene oder nur gerade auf eine niedrigere Ebene bewegen. Als letzte Möglichkeit können die Spieler einen eigenen oder gegnerischen Stein schlagen. Dafür muss der eigene Stein mindestens so groß sein wie der zu schlagende Stein und auf einer höheren Ebene stehen, von dort darf er nur diagonal auf den zu schlagenden Stein gezogen werden. Geschlagene Steine werden aus dem Spiel genommen.
Das Spiel endet, wenn ein Spieler es schafft, seinen eigenen T-Stein (einer der kleinsten Steine mit einer T-Markierung) auf sein Zielfeld auf der untersten Ebene des Gegners zu ziehen, oder, wenn der T-Stein eines Spielers (bei zwei Spielern) oder des letzten verbliebenen Gegners (bei mehreren Spielern) geschlagen wird. Gewinner ist der Spieler, dessen T-Stein das Ziel erreicht hat oder der den letzten gegnerischen T-Stein geschlagen hat.

## Entwicklung und Rezeption

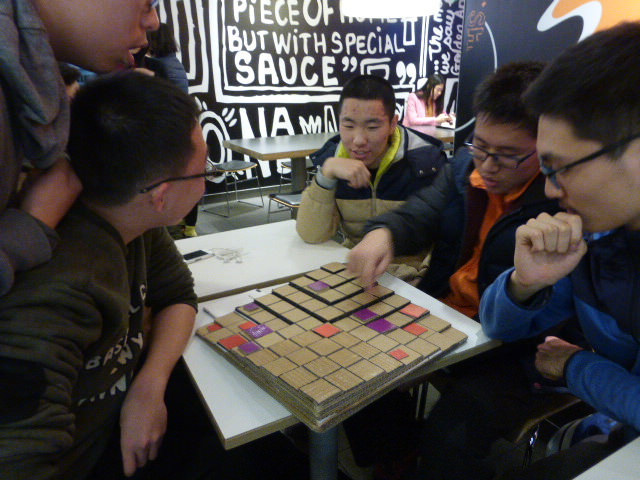
Selbstgebaute Version von Terrace in China

Das Spiel Terrace wurde von den amerikanischen Spieleautoren Anton Dresden und Buzz Siler entwickelt und erschien 1992 im Eigenverlag bei Siler Ventures. Im gleichen Jahr übernahm der Verlag Wonder Games das Spiel und publizierte es in den Vereinigten Staaten mit multilingualen Regeln. Schmidt France übernahm das Spiel 1993 für den Vertrieb in Frankreich, in Deutschland erschien es im gleichen Jahr bei Klee Spiele und Herbko International vermarktete es in einer dänischen und einer niederländischen Version.
Im Erscheinungsjahr 1992 wurde Terrace bei den Mensa Select Games der Organisation Mensa International als eines von fünf empfohlenen Spielen ausgezeichnet.
Das Spiel Terrace taucht zudem mehrfach in der Fernsehserie Raumschiff Enterprise – Das nächste Jahrhundert auf. Es wird dort als ein beliebtes Brettspiel in dem Lokal „Zehn Vorne“ der USS Enterprise-D gespielt.

## Belege
1. 1 2 3 4 5  Spielanleitung Terrace, Klee Spiele 1993.
2. ↑  Versionen von Terrace in der Spieledatenbank BoardGameGeek (englisch); abgerufen am 27. November 2020.
3. ↑  Mensa Select Games, Auswahl ausgezeichneter Spiele; abgerufen am 27. November 2020.
4. ↑  Terrace im Star-Trek-Wiki Memory Alpha; abgerufen am 27. November 2020.